# Protochauliodes spenceri
Protochauliodes spenceri là một loài côn trùng trong họ Corydalidae thuộc bộ Megaloptera. Loài này được Munroe miêu tả năm 1953.